# تری بلی
تری بلی (انگلیسی: Terry Bly; ۲۲ اکتبر ۱۹۳۵ – ۲۴ سپتامبر ۲۰۰۹) بازیکن فوتبال اهل بریتانیا بود.
از باشگاه‌هایی که در آن بازی کرده‌است می‌توان به باشگاه فوتبال پیتربورو یونایتد، باشگاه فوتبال بری تاون، باشگاه فوتبال نوریچ سیتی، باشگاه فوتبال کاونتری سیتی، باشگاه فوتبال گرنثم تاون، و باشگاه فوتبال نوتس کانتی اشاره کرد.